# Brahmana Periya-Agraharam
Brahmana Periya-Agraharam è una suddivisione dell'India, classificata come town panchayat, di 21.275 abitanti, situata nel distretto di Erode, nello stato federato del Tamil Nadu. In base al numero di abitanti la città rientra nella classe III (da 20.000 a 49.999 persone).

## Geografia fisica
La città è situata a 11° 22' 43 N e 77° 42' 45 E.

## Società

### Evoluzione demografica
Al censimento del 2001 la popolazione di Brahmana Periya-Agraharam assommava a 21.275 persone, delle quali 10.763 maschi e 10.512 femmine. I bambini di età inferiore o uguale ai sei anni assommavano a 2.472, dei quali 1.263 maschi e 1.209 femmine. Infine, coloro che erano in grado di saper almeno leggere e scrivere erano 13.657, dei quali 7.688 maschi e 5.969 femmine.